# Bungo Tanjung (Batipuh)
Bungo Tanjung is een bestuurslaag in het regentschap Tanah Datar van de provincie West-Sumatra, Indonesië. Bungo Tanjung telt 4335 inwoners (volkstelling 2010).